# Лэйн, Кики
Киа́ндра «Ки́Ки» Лэйн (англ. Kiandra «KiKi» Layne; род. 10 декабря 1991, Цинциннати, Огайо) — американская актриса

. Она наиболее известна по роли Тиш Риверс в оскароносной драме «Если Бил-стрит могла бы заговорить» (2018).

## Биография
Лэйн родом из Цинциннати, штат Огайо. У неё есть брат. Её следующий фильм — экранизация романа Ричарда Райта 1940 года «Родной сын».
Её первой актёрской ролью стала работа с Линой Уэйт в пилоте «Чи», который был снят в 2015 году. В беседе с Vanity Fair она рассказала, что она всегда росла, играя и что её любимым фильмом в детстве был «Король лев». «Я имела обыкновение смотреть это каждый день и создавать эти экстравагантные истории с моими Барби и чучелами животных».
Лэйн начала свою карьеру в школе исполнительских искусств в Цинциннати, где она брала уроки игры на флейте, валторне и трубе. Позже она училась в DePaul University в Чикаго, где обучалась актёрскому мастерству. После выпуска она переехала в Лос-Анджелес, где она получила роль в фильме Барри Дженкинса «Если Бил-стрит могла бы заговорить».
Лэйн открыто говорит о несправедливости, с которой сталкиваются афроамериканцы в США, и о проблеме представления чернокожих в фильмах. В интервью Vanity Fair, она сказала: «Чёрное сообщество столкнулось с несправедливостью в начале 70-х годов по-прежнему сталкивается с ним сегодня, с проблемами неправомерного лишения свободы и того, как выглядит система правосудия для чернокожих, растущих в нищете. В основе этого — действительно красивая история любви между Тиш и Фонни. Я не чувствую, что видела это для молодых чернокожих актёров — есть такая нежность, которую я просто не вижу».

## Фильмография
| Год  |     | Русское название                   | Оригинальное название        | Роль                    |
| ---- | --- | ---------------------------------- | ---------------------------- | ----------------------- |
| 2016 | с   | Медики Чикаго                      | Chicago Med                  | Эмми Майлз              |
| 2018 | ф   | Если Бил-стрит могла бы заговорить | If Beale Street Could Talk   | Клементина «Тиш» Риверс |
| 2019 | ф   | Сын Америки                        | Native Son                   | Бесси                   |
| 2019 | ф   | Битва за Землю                     | Captive State                | Кэрри                   |
| 2019 | кор | Невероятная                        | The Staggering Girl          | Адут                    |
| 2020 | ф   | Бессмертная гвардия                | The Old Guard                | Найл Фримен             |
| 2021 | ф   | Поездка в Америку 2                | Coming 2 America             | Мика                    |
| 2022 | ф   | Чип и Дейл спешат на помощь        | Chip ’n Dale: Rescue Rangers | Элли Стеклер            |
| 2022 | ф   | Не беспокойся, дорогая             | Don’t Worry Darling          | Маргарет                |
| 2024 | ф   | Данделион                          | Dandelion                    | Данделион               |
| 2025 | ф   | Бессмертная гвардия 2              | The Old Guard 2              | Найл Фримен             |